# For the Fallen Dreams
For the Fallen Dreams ist eine US-amerikanische Metalcore-Gruppe aus Lansing, Michigan.

## Geschichte
Die Band wurde 2003 von Chad Ruhlig (Gesang), Jim Hocking (E-Gitarre), Chris Cain (E-Gitarre), Andrew Tkaczyk (Schlagzeug) und Joe Ellis (E-Bass) in Lansing, Michigan in den USA gegründet. Im Sommer des Jahres 2007 unterschrieben sie einen Plattenvertrag bei Rise Records, nachdem sie viele lokale Konzerte gespielt hatten. Ein Jahr später nahmen sie ihr erstes Album auf: Changes. Am 21. Juli 2009 veröffentlichten sie ihr zweites Album Relentless. Hier ist erstmals Dylan Richter an den Vocals zu hören.

## Stil
For the Fallen Dreams spielen melodischen Metalcore bzw. Hardcore Punk, der sich an den Stil von Bands wie Misery Signals oder The Ghost Inside anlehnt.

## Diskografie
- 2008: Changes (Album, Rise Records)
- 2009: Relentless (Album, Rise Records)
- 2011: Back Burner (Album, Rise Records)
- 2012: Wasted Youth (Album, Artery Recordings)
- 2014: Heavy Hearts (Album, Rise Records)
- 2018: Six (Album, Rise Records)
- 2023: For the Fallen Dreams (Album, Arising Empire)